# Hideyuki Akai
Hideyuki Akai (født 2. maj 1985) er en japansk fodboldspiller.
Han har spillet for flere forskellige klubber i sin karriere, herunder Tochigi SC.